# Поронай
Порона́й (рос. Порона́й; з айнської мови — велика річка) — річка на острові Сахаліні. Протікає Тимовським, Смирниховським і Поронайським районами Сахалінської області Російської Федерації. Бере початок на західних схилах гори Невельського в Східно-Сахалінських горах, тече в широкій заболоченій долині по Тимь-Поронайському долу, між Східно-Сахалінськими і Західно-Сахалінськими горами. Впадає в затоку Терпіння Охотського моря. Довжина — близько 350 км, площа басейну — 7 990 км², середньорічний стік — 120 м³/с. У гирлі — місто Поронайськ.
Живлення снігове і дощове. Весняна повінь (квітень—червень), літній-осінні паводки, зимова межень. Замерзає в листопаді, розкривається в квітні—травні. Судноплавна в пониззі. Є місцем нересту лососевих.